# Lista de prefeitos de Santa Maria (Rio Grande do Sul)
Esta é a lista dos regentes e chefes do Executivo do município de Santa Maria, estado brasileiro do Rio Grande do Sul.

## Distrito de Cachoeira do Sul

### Freguesia de Santa Maria da Boca do Monte
Por Lei Provincial n° 6, de 17 de novembro de 1837, foi criada a Freguesia de Santa Maria da Boca do Monte, passando a então Capela Curada à Paróquia, o que quer dizer que deixava de ser filial de Cachoeira do Sul para ser também Matriz. Nesse tempo, segundo o historiador João Belém, cada Freguesia constituía sua Assembleia Paroquial, escolhida por votação secreta, que detinha funções parecidas com os atuais vereadores, sendo que o mais votado assumia os cargos de 1° Juiz de Paz e Presidente da Assembleia, este último uma espécie de prefeito. O mandato exercido era de três anos. 
Em Santa Maria, contudo, com o desenrolar da Revolta dos Farrapos, a primeira eleição para a Assembleia Paroquial só ocorreu em 7 de novembro de 1846, sendo eleito Presidente da Assembleia Francisco Ribeiro Pinto.
| N° | Nome                           | Imagem                | Início do mandato     | Fim do mandato                    | Observações                     |
| -- | ------------------------------ | --------------------- | --------------------- | --------------------------------- | ------------------------------- |
| 1  | Francisco Ribeiro Pinto        |                       | 7 de novembro de 1846 | 31 de dezembro de 1849            | Presidente da Assembleia eleito |
| 2  | João Antônio da Silva Cezimbra |                       | 1° de janeiro de 1850 | 31 de dezembro de 1852            | Presidente da Assembleia eleito |
| 3  | Coronel José Alves Valença     |                       | 1° de janeiro de 1853 | 31 de dezembro de 1855            | Presidente da Assembleia eleito |
| 3  | Coronel José Alves Valença     | 1° de janeiro de 1856 | 16 de maio de 1858    | Presidente da Assembleia reeleito |                                 |

## Município emancipado

### Vila de Santa Maria da Boca do Monte
Por Lei Provincial n° 400, de 16 de dezembro de 1857, a Freguesia de Santa Maria da Boca do Monte foi elevada à categoria de vila, sendo, em 17 de maio de 1858, instalado o novo município. O cargo de Presidente da Assembleia foi substituído pelo de Vereador-presidente e separado do cargo de 1° Juiz de Paz, ambos com mandato de quatro anos, permanecendo o coronel José Alves Valença como primeiro Vereador-presidente.
Uma Circular da Residência da Província provocou mudanças no código eleitoral, onde os vereadores eleitos, no dia seguinte de sua posse, elegiam o Vereador-presidente e seu Vice. Foi marcada uma nova eleição com as novas regras para 1° de julho de 1882, para o quadriênio 1883-1886.
| N° | Nome                                   | Imagem | Verador-vice-presidente | Início do mandato    | Término do mandato     | Observações                        |
| -- | -------------------------------------- | ------ | ----------------------- | -------------------- | ---------------------- | ---------------------------------- |
| 1  | Coronel José Alves Valença             |        | -                       | 17 de maio de 1857   | 6 de janeiro de 1861   | Vereador-presidente eleito         |
| 2  | Coronel João Antônio da Silva Cezimbra |        | -                       | 7 de janeiro de 1861 | 6 de janeiro de 1865   | Vereador-presidente eleito         |
| 3  | Coronel João Niederauer Sobrinho       |        | -                       | 7 de janeiro de 1865 | 6 de janeiro de 1868   | Vereador-presidente eleito         |
| 3  | Coronel João Niederauer Sobrinho       |        |                         | 7 de janeiro de 1869 | 6 de janeiro de 1873   | Vereador-presidente reeleito       |
| 4  | Joaquim Manoel Pinto Filho             |        | -                       | 7 de janeiro de 1873 | 6 de janeiro de 1877   | Vereador-presidente eleito         |
| 5  | Doutor Pantaleão José Pinto            |        | -                       | 7 de janeiro de 1877 | 6 de janeiro de 1881   | Vereador-presidente eleito         |
| 6  | João Daudt                             |        | -                       | 7 de janeiro de 1881 | 6 de janeiro de 1883   | Vereador-presidente eleito         |
| 7  | Gaspar Pereira da Silva                |        | Júlio Gomes Porto       | 7 de janeiro de 1883 | 6 de janeiro de 1887   | Vereador-presidente e vice eleitos |
| 8  | José Ferreira Camboim Filho            |        | Major Pedro Weinmann    | 7 de janeiro de 1887 | 26 de dezembro de 1889 | Vereador-presidente e vice eleitos |

## Período Republicano

### Juntas Intendenciais da República Provisória
Durante os conturbados anos de 1889 e 1892, quatro juntas intendenciais, nomeadas por Decreto Estadual, estiveram à frente do Executivo municipal. O gabinete do ex-Vereador-presidente José Ferreira Camboim Filho manteve-se no cargo após a Proclamação da República, no aguardo da nomeação da Primeira Junta Intendencial.
| N°       | Presidente da Junta                     | Imagem | Outros integrantes                                                                    | Início do mandato       | Término do mandato      | Observações                                                                                                 |
| -------- | --------------------------------------- | ------ | ------------------------------------------------------------------------------------- | ----------------------- | ----------------------- | --- |
| 1ª junta | Coronel Francisco de Abreu Vale Machado |        | Dr. Pantaleão José Pinto; Henrique Druck                                              | 26 de dezembro de 1889  | 22 de fevereiro de 1891 | A primeira junta foi exonerada a pedido em 19 de fevereiro de 1891                                          |
| 2ª junta | João Cezar de Oliveira                  |        | Antônio Appel Filho; Augusto José de Seixas; João Guilherme Weinmann; Ramiro Oliveira | 23 de fevereiro de 1891 | 1° de janeiro de 1892   | A segunda junta foi exonerada pela deposição do Dr. Júlio de Castilhos do cargo de Presidente da Província  |
| 3ª junta | Major Pedro Weinmann                    |        | Frutuoso Borges; João Gayger                                                          | 2 de janeiro de 1892    | 30 de junho de 1892     | A terceira junta foi exonerada pela reposição do Dr. Júlio de Castilhos do cargo de Presidente da Província |
| 4ª junta | João Cezar de Oliveira                  |        | Antônio Appel Filho; Augusto José de Seixas; João Guilherme Weinmann; Ramiro Oliveira | 1° de julho de 1892     | 19 de setembro de 1892  | A quarta junta foi exonerada pela nomeação do primeiro Intendente Municipal                                 |

### Intendência Municipal
No dia 1° de setembro de 1892 foi nomeado o Primeiro Intendente Municipal, assumindo o cargo no dia 20, junto com o Conselho Municipal, eleito em 27 de agosto.
| N° | Nome                                      | Imagem                  | Vice-intendente                | Início do mandato      | Fim do mandato            | Observações |
| -- | ----------------------------------------- | ----------------------- | ------------------------------ | ---------------------- | ------------------------- | --- |
| 1  | Coronel Francisco de Abreu Vale Machado   |                         | -                              | 20 de setembro de 1892 | 14 de novembro de 1896    | Intendente nomeado |
| 1  | Coronel Francisco de Abreu Vale Machado   | (desc)                  | 15 de novembro de 1896         | 14 de novembro de 1900 | Intendente eleito         | |
| 2  | Coronel Henrique Pedro Scherer            |                         | Coronel Manoel José Dutra Vila | 15 de novembro de 1900 | 26 de janeiro de 1904     | Intendente eleito |
| 3  | Coronel Manoel José Dutra Vila            |                         | -                              | 26 de janeiro de 1904  | 14 de novembro de 1904    | Empossado no cargo pela renúncia do intendente eleito                                                                                         |
| 3  | Coronel Manoel José Dutra Vila            | (desc)                  | 15 de novembro de 1904         | 14 de novembro de 1908 | Intendente eleito         | |
| 4  | Coronel Ramiro Oliveira                   |                         | (desc)                         | 15 de novembro de 1908 | 09 de outubro de 1912     | Intendente eleito |
| 5  | Doutor Manoel Viterbo de Carvalho e Silva |                         | -                              | 09 de outubro de 1912  | 30 de dezembro de 1912    | Nomeado por Decreto Estadual, pela não realização de eleições em 1910                                                                         |
| 5  | Doutor Manoel Viterbo de Carvalho e Silva | Jerônimo da Costa Gomes | 31 de dezembro de 1912         | 04 de abril de 1914    | Intendente e vice eleitos | |
| 6  | Jerônimo da Costa Gomes                   |                         | -                              | 04 de abril de 1914    | 14 de novembro de 1916    | Empossado no cargo pela renúncia do intendente eleito                                                                                         |
| 7  | Doutor Astrogildo Cezar de Azevedo        |                         | (desc)                         | 15 de novembro de 1916 | 17 de julho de 1918       | Intendente e vice eleitos |
| 8  | Inácio Vale Machado                       |                         | -                              | 17 de julho de 1918    | 24 de julho de 1918       | Empossado no cargo pela renúncia coletiva do intendente, do vice e de todo o Conselho Municipal. Ocupava o cargo de Secretário da Intendência |
| 9  | Coronel Claudino Nunes Pereira            |                         | -                              | 24 de julho de 1918    | 9 de agosto de 1920       | Nomeado pelo Decreto n° 2357 do Governo do Estado                                                                                             |
| 10 | Coronel Ernesto Marques da Rocha          |                         | -                              | 9 de agosto de 1920    | 2 de outubro de 1920      | Nomeado pelo Governo do Estado |
| 10 | Coronel Ernesto Marques da Rocha          | (desc)                  | 3 de outubro de 1920           | 14 de outubro de 1924  | Intendente e vice eleitos | |
| 11 | Doutor Júlio Rafael de Aragão Bozzano     |                         | Major Fortunato Loureiro       | 15 de outubro de 1924  | 30 de dezembro de 1924    | Intendente e vice eleitos |
| 12 | Major Fortunato Loureiro                  |                         | -                              | 30 de dezembro de 1924 | 4 de março de 1925        | Empossado no cargo pela morte do intendente eleito em um acidente de automóvel                                                                |
| 13 | Doutor Carlos Alberto Ribeiro Taques      |                         | (desc)                         | 5 de março de 1925     | 5 de setembro de 1926     | Intendente e vice eleitos |
| 14 | Lauro Oscar Domingues                     |                         | -                              | 5 de setembro de 1926  | 21 de novembro de 1926    | Empossado no cargo pela cassação do mandato do intendente eleito. Ocupava o cargo de Presidente do Conselho Municipal                         |
| 15 | Celso Pena de Morais                      |                         | (desc)                         | 22 de novembro de 1926 | 14 de outubro de 1928     | Intendente e vice eleitos |
| 16 | Manuel Ribas                              |                         | Doutor Severo do Amaral        | 15 de outubro de 1928  | 3 de outubro de 1930      | Intendente e vice eleitos |

### Prefeitura Municipal
Com a Revolução de 30 e assunção de Getúlio Vargas ao poder, a nomenclatura do cargo de Intendente Municipal foi alterado para Prefeito Municipal, que permanece até os dias atuais.
| Nº | Nome                        | Imagem                | Partido  | Vice-prefeito                   | Início do mandato       | Fim do mandato | Observações                                                      |
| 1  | Manuel Ribas                |                       | PRR      | —                               | 3 de outubro de 1930    | 10 de janeiro de 1932                                                                                                  | Prefeito nomeado por Ato da Interventoria Federal do Estado      |
| 2  | Coronel Volenciano Coelho   |                       | PRR      | —                               | 10 de janeiro de 1932   | 5 de outubro de 1932                                                                                                   | Nomeado pela renúncia do prefeito Manuel Ribas                   |
| 3  | Major João Antônio Edler    |                       | PRR      | —                               | 5 de outubro de 1932    | 15 de novembro de 1935                                                                                                 | Prefeito nomeado pelo Decreto n° 5100, de 24 de setembro de 1932 |
| 4  | Amaury Appel Lenz           |                       | PRR      | —                               | 16 de novembro de 1935  | 22 de dezembro de 1937                                                                                                 | Prefeito nomeado                                                 |
| 5  | Antônio Xavier da Rocha     |                       | AL       | —                               | 23 de dezembro de 1937  | 15 de setembro de 1942                                                                                                 | Prefeito nomeado                                                 |
| 6  | Miguel Meirelles            |                       | AL       | —                               | 16 de setembro de 1942  | 2 de maio de 1947 | Prefeito nomeado                                                 |
| 7  | José Marques da Rocha       |                       | PSD      | —                               | 2 de maio de 1947       | 21 de outubro de 1949                                                                                                  | Prefeito nomeado                                                 |
| 8  | Josué Piccini               |                       | PSD      | —                               | 22 de outubro de 1949   | 30 de janeiro de 1951                                                                                                  | Prefeito e vice eleitos em sufrágio universal                    |
| 9  | Napoleão Sacchis            |                       | PSD      | —                               | 31 de janeiro de 1951   | 14 de março de 1951 | Prefeito nomeado                                                 |
| 10 | Vidal Castilhos Dânia       |                       | PTB      | —                               | 14 de março de 1951     | 31 de dezembro de 1951                                                                                                 | Prefeito nomeado                                                 |
| 11 | Heitor da Silveira Campos   |                       | PTB      | Raul Valandro                   | 1º de janeiro de 1952   | 15 de dezembro de 1954                                                                                                 | Prefeito e vice eleitos em sufrágio universal                    |
| 12 | Raul Valandro               |                       | PTB      | Moacir Santana                  | 15 de dezembro de 1954  | 31 de janeiro de 1956                                                                                                  | Prefeito e vice eleitos em sufrágio universal                    |
| 13 | Vidal Castilhos Dânia       |                       | PTB      | Deocleciano Dornelles           | 31 de janeiro de 1956   | 30 de janeiro de 1960                                                                                                  | Prefeito e vice eleitos em sufrágio universal                    |
| 14 | Miguel Sevi Viero           |                       | PSD      | José Fidelis Ramos Coelho (PTB) | 31 de janeiro de 1960   | 30 de janeiro de 1964                                                                                                  | Prefeito e vice eleitos em sufrágio universal                    |
| 15 | Paulo Lauda                 |                       | PTB      | Adelmo Simas Genro              | 31 de janeiro de 1964   | 13 de março de 1964 | Prefeito e vice eleitos em sufrágio universal                    |
| 16 | Miguel Meirelles            |                       | ARENA    | Francisco Alvares Pereira       | 13 de março de 1964     | 30 de janeiro de 1965                                                                                                  | Prefeito e vice nomeados pelo governo central                    |
| 17 | Francisco Alvares Pereira   |                       | ARENA    |                                 | 31 de janeiro de 1965   | 30 de janeiro de 1969                                                                                                  | Prefeito e vice eleitos em sufrágio universal                    |
| 18 | Luis Alves Rolim Sobrinho   |                       | MDB      | Guilherme Groisman              | 31 de janeiro de 1969   | 30 de janeiro de 1973                                                                                                  | Prefeito e vice eleitos em sufrágio universal                    |
| 19 | Arthur Marques Pfeiffer     |                       | ARENA    | José Haidar Farret              | 31 de janeiro de 1973   | 31 de janeiro de 1977                                                                                                  | Prefeito e vice eleitos em sufrágio universal                    |
| 20 | Osvaldo Nascimento da Silva |                       | MDB/PMDB | Getúlio Mário Zanchi            | 1º de fevereiro de 1977 | 31 de janeiro de 1983                                                                                                  | Prefeito e vice eleitos em sufrágio universal                    |
| 21 | José Haidar Farret          |                       | PDS      | Erony Paniz                     | 1º de fevereiro de 1983 | 31 de dezembro de 1988                                                                                                 | Prefeito e vice eleitos em sufrágio universal                    |
| 22 | Evandro Cloacir Behr        |                       | PDS      | Luiz Carlos Iop Druzian         | 1º de janeiro de 1989   | 31 de dezembro de 1992                                                                                                 | Prefeito e vice eleitos em sufrágio universal                    |
| 23 | José Haidar Farret          |                       | PDS      | Sérgio Roberto Cechin           | 1º de janeiro de 1993   | 31 de dezembro de 1996                                                                                                 | Prefeito e vice eleitos em sufrágio universal                    |
| 24 | Osvaldo Nascimento da Silva |                       | PTB      | Marineu Luiz Ziani              | 1º de janeiro de 1997   | 31 de dezembro de 2000                                                                                                 | Prefeito e vice eleitos em sufrágio universal                    |
| 25 | Valdeci Oliveira            |                       | PT       | Paulo Pimenta (PT)              | 1º de janeiro de 2001   | 31 de dezembro de 2004                                                                                                 | Prefeito e vice eleitos em sufrágio universal                    |
| 25 | Valdeci Oliveira            | Werner Rempel (PT)    | PT       | 1º de janeiro de 2005           | 31 de dezembro de 2008  | Prefeito e vice reeleitos em sufrágio universal                                                                        |                                                                  |
| 26 | Cezar Schirmer              |                       | PMDB     | José Haidar Farret (PP)         | 1º de janeiro de 2009   | 31 de dezembro de 2012                                                                                                 | Prefeito e vice eleitos em sufrágio universal                    |
| 26 | Cezar Schirmer              | 1º de janeiro de 2013 | PMDB     | José Haidar Farret (PP)         | 8 de setembro de 2016   | Prefeito e vice reeleitos em sufrágio universal cujo titular renunciou para assumir a Secretaria Estadual de Segurança |                                                                  |
| 27 | José Haidar Farret          |                       | PP       | —                               | 8 de setembro de 2016   | 31 de dezembro de 2016                                                                                                 | Vice-prefeito eleito no cargo de titular                         |
| 28 | Jorge Pozzobom              |                       | PSDB     | Sérgio Roberto Cechin (PP)      | 1º de janeiro de 2017   | 31 de dezembro de 2020                                                                                                 | Prefeito e vice eleitos em sufrágio universal                    |
| 28 | Jorge Pozzobom              | Rodrigo Decimo (PSDB) | PSDB     | 1° de janeiro de 2021           | 31 de dezembro de 2024  | Prefeito reeleito e vice-prefeito eleito por meio de sufrágio universal                                                |                                                                  |
| 29 | Rodrigo Decimo              |                       | PSDB     | Lúcia Madruga (PP)              | 1° de janeiro de 2025   | - | Prefeito e vice-prefeita eleitos por meio de sufrágio universal  |